# Hemp Museum Gallery de Barcelona
El Hash Marihuana & Hemp Museum (Museo del hachís, de la marijuana y del cáñamo) es un museo ubicado en Barcelona en un edificio modernista, y dedicado a la cultura del cannabis, abierto desde 2012.

## Edificio
El museo se encuentra en el Palacio Mornau, casa-palaciega que se encuentra en el centro histórico de Barcelona, en la calle Ancha número 35, en el Barrio Gótico del distrito de Ciudad Vieja de Barcelona. 
Edificio modernista catalogado Bien Cultural de Interés Local, destacan en su interior los trabajos de los techos, la magnífica chimenea del salón y el patio interior, cubierto por una claraboya emplomada. Tiene 482 metros cuadrados.

## Historia
El Palacio Mornau fue construido por la casa de Santcliment en el siglo XVI. A finales del siglo XVIII fue adquirido por José Francisco Mornau, comisario honorario de guerra de los Reales Ejércitos, quien la reformó. A principios del siglo XX la heredó Luis de Nadal Artós, sobrino del alcalde de Barcelona José María de Nadal Vilardaga, que encargó una reforma al arquitecto modernista Manuel Raspall, de la que destacan los trabajos de forja y los vitrales, especialmente los de la galería del primer piso.
El recinto es conocido por haber albergado el Complot de la Ascensión en 1809.
En 1985, el impresario holandés Ben Dronkers fundó el Hash Marihuana & Hemp Museum en Ámsterdam. Posteriormente, decidió abrir una extensión del museo en Países Bajos en 2009. En 2002, Dronkers compra el Palau Mornau con el fin de abrir otro museo en Barcelona. Tras varios años dedicados a la restauración del Palacio Mornau, el museo de Barcelona abrió sus puertas el 9 de mayo de 2012.

## Colección
El museo narra la historia de la planta de Cannabis sativa (nombre común: cáñamo) tanto en sus usos lúdicos, médicos, e industriales, durante los últimos siglos.
La colección permanente consiste en más de 8000 objetos relacionados con el cáñamo y sus distintos usos. Desde el cultivo al consumo, desde los antiguos rituales hasta la medicina moderna, todos los aspectos del cannabis en la cultura humana están representados de un modo u otro. La colección del museo llevó la BBC a calificarlo de "mayor museo de la marijuana" en el mundo.
El museo organiza regularmente exposiciones temporales.